# Kabinet-Van der Brugghen
Het kabinet-Van der Brugghen was een conservatief Nederlands kabinet van 1 juli 1856 tot 18 maart 1858.
Dit koninklijke kabinet onder de de facto leiding van de antirevolutionair Van der Brugghen wist in 1857 een nieuwe Wet op het lager onderwijs tot stand te brengen. Van der Brugghen kwam door de nieuwe wet echter in conflict met de antirevolutionaire voorman Guillaume Groen van Prinsterer, die uit onvrede ontslag nam als Tweede Kamerlid.
Het grotendeels uit conservatieven bestaande kabinet had een wankele basis in de Tweede Kamer. Het trad begin 1858 af na enkele nederlagen.

## Bijzonderheden
De nieuwe Wet op het lager onderwijs bepaalde dat het onderwijs moest opleiden 'tot alle christelijke en maatschappelijke deugden'. Het oprichten van bijzondere scholen was vrij, maar er kon daarvoor geen rijkssubsidie worden gekregen.
Groen van Prinsterer wilde openbare gezindheidscholen: protestantse, katholieke en joodse scholen die met overheidssteun zouden worden opgericht. De openbare scholen waar voor is gekozen, waren volgens hem te weinig christelijk.

## Ministers
| Minister van Buitenlandse Zaken                                                 | D.Th. Gevers van Endegeest          | conservatief       |                       |
| Minister van Justitie                                                           | J.J.L. van der Brugghen             | antirevolutionair  |                       |
| Minister van Binnenlandse Zaken                                                 | G. Simons                           | conservatief       | tot 19 januari 1857   |
| Minister van Binnenlandse Zaken                                                 | A.G.A. ridder van Rappard           | conservatief       | vanaf 19 januari 1857 |
| Minister van Financiën                                                          | A. Vrolik                           | conservatief       |                       |
| Minister van Oorlog                                                             | H.F.Ch. baron Forstner van Dambenoy | conservatief       | tot 31 december 1857  |
| Minister van Oorlog                                                             | C.Th. van Meurs                     | geen pol. stroming | tot 18 maart 1858     |
| Minister van Marine                                                             | A.J. de Smit van den Broecke        | conservatief       | tot 1 augustus 1856   |
| Minister van Marine                                                             | J.S. Lotsy                          | liberaal           | vanaf 1 augustus 1856 |
| Minister van Koloniën                                                           | P. Mijer                            | conservatief       |                       |
| Minister van Zaken der rooms-katholieke Eredienst                               | J.W. van Romunde                    | cons. kath         | vanaf 1 augustus 1856 |
| Minister van Zaken van de Hervormde en andere Erediensten, behalve die der r.k. | A.G.A. ridder van Rappard           | conservatief       | tot 19 januari 1857   |
| Minister van Zaken van de Hervormde en andere Erediensten, behalve die der r.k. | M. Wiardi Beckman                   | conservatief       | vanaf 19 januari 1857 |

## Mutaties
In 1857 treedt minister Simons van Binnenlandse Zaken af vanwege zijn gezondheid. Zijn collega Van Rappard volgt hem op.
Nadat in november 1857 de begroting van Oorlog door de Tweede Kamer is verworpen, treedt minister Forstner van Dambenoy af.
Minister van Marine De Smit van den Broecke had zijn ontslag al ingediend in het vorige kabinet vanwege een conflict, maar bleef nog een maand aan tot hij werd opgevolgd door Lotsy
Schimmelpenninck ·
De Kempenaer-Donker Curtius ·
Thorbecke I ·
Van Hall-Donker Curtius ·
Van der Brugghen ·
Rochussen ·
Van Hall-Van Heemstra ·
Van Zuylen van Nijevelt-Van Heemstra ·
Thorbecke II ·
Fransen van de Putte ·
Van Zuylen van Nijevelt ·
Van Bosse-Fock ·
Thorbecke III ·
De Vries-Fransen van de Putte ·
Heemskerk-Van Lynden van Sandenburg ·
Kappeyne van de Coppello ·
Van Lynden van Sandenburg ·
Heemskerk Azn. ·
Mackay ·
Van Tienhoven ·
Röell ·
Pierson ·
Kuyper ·
De Meester ·
Heemskerk ·
Cort van der Linden ·
Ruijs de Beerenbrouck I ·
Ruijs de Beerenbrouck II ·
Colijn I ·
De Geer I ·
Ruijs de Beerenbrouck III ·
Colijn II ·
Colijn III ·
Colijn IV ·
Colijn V ·
De Geer II ·
Gerbrandy I ·
Gerbrandy II ·
Gerbrandy III ·
Schermerhorn-Drees ·
Beel I ·
Drees-Van Schaik ·
Drees I ·
Drees II ·
Drees III ·
Beel II* ·
De Quay ·
Marijnen ·
Cals ·
Zijlstra* ·
De Jong ·
Biesheuvel I ·
Biesheuvel II* ·
Den Uyl ·
Van Agt I ·
Van Agt II ·
Van Agt III* ·
Lubbers I ·
Lubbers II ·
Lubbers III ·
Kok I ·
Kok II ·
Balkenende I ·
Balkenende II ·
Balkenende III* · 
Balkenende IV ·
Rutte I ·
Rutte II · 
Rutte III ·
Rutte IV ·  
Schoof

* rompkabinet